# Мальфрей, Жорж
Жорж Мальфрей  (фр. Georges Malfray )  — французский шашист, международный мастер, трёхкратный чемпион Франции (1947, 1949, 1950), 6 место 1938. Занял второе место на турнире претендентов 1951 года.